# 马场直人
马场直人（日语：／ Baba Naoto，1996年7月20日—），日本男子越野滑雪运动员，2017年亚洲冬季运动会男子4×7.5公里接力金牌得主和男子15公里（自由技术）银牌得主、2017–18年远东杯银牌得主。